# Trasporti in Sierra Leone
Questa voce raccoglie le principali tipologie di Trasporti in Sierra Leone.

## Trasporti su rotaia

### Rete ferroviaria
In totale: 84 km (dati 1995)
- scartamento ridotto (1067 mm): 84 km di ferrovia privata per il trasporto del ferro metallico dalla miniera di Marampa al porto di Pepel.

### Reti metropolitane
Tale nazione non dispone di sistemi di metropolitana.

### Reti tranviarie
Anche il servizio tranviario è assente.

## Trasporti su strada

### Rete stradale
Strade pubbliche: in totale 11.700 km (dati 2002)
- asfaltate: 936 km
- bianche: 10.764 km.

### Reti filoviarie
Attualmente in Sierra Leone non esistono filobus. 

### Autolinee
Nella capitale, Freetown, ed in poche altre zone abitate della Sierra Leone, operano
aziende pubbliche e private che gestiscono i trasporti urbani, suburbani ed interurbani esercitati con autobus.

## Idrovie
La Sierra Leone dispone di acque navigabili per 800 km, 600 dei quali percorribili tutto l'anno (dati 1995).

### Porti e scali
- Bonthe, Freetown e Pepel.

## Trasporti aerei

### Aeroporti
In totale: 10 (dati 2002)
a) con piste di rullaggio pavimentate: 1
- oltre 3047 m: 1 (aeroporto di Freetown)
- da 2438 a 3047 m: 0
- da 1524 a 2437 m: 0
- da 914 a 1523 m: 0
- sotto 914 m: 0

b) con piste di rullaggio non pavimentate: 9
- oltre 3047 m: 0
- da 2438 a 3047 m: 0
- da 1524 a 2437 m: 0
- da 914 a 1523 m: 7
- sotto 914 m: 2

### Eliporti
In totale: 2 (dati 2002).